# Campionati austriaci di sci alpino 1988
I Campionati austriaci di sci alpino 1988 si svolsero a Eben im Pongau, Göstling an der Ybbs, Hollenstein an der Ybbs e Oberndorf in Tirol dal 1º al 25 febbraio; furono assegnati i titoli di discesa libera, supergigante, slalom gigante, slalom speciale e combinata, sia maschili sia femminili.

## Risultati

### Uomini

#### Discesa libera
| Pos. | Atleta          | Nazione |
| ---- | --------------- | ------- |
| 1    | Andreas Evers   | Austria |
| 2    | Rudolf Huber    | Austria |
| 3    | Patrick Ortlieb | Austria |

Località: Oberndorf in Tirol

Data: 25 febbraio

#### Supergigante
| Pos. | Atleta           | Nazione |
| ---- | ---------------- | ------- |
| 1    | Guido Hinterseer | Austria |
| 2    | Walter Gugele    | Austria |
| 3    | Hans Enn         | Austria |

Località: Eben im Pongau

Data: 12 febbraio

#### Slalom gigante
| Pos. | Atleta              | Nazione |
| ---- | ------------------- | ------- |
| 1    | Christian Orlainsky | Austria |
| 2    | Rudolf Nierlich     | Austria |
| 3    | Helmut Mayer        | Austria |

Località: Göstling an der Ybbs

Data: 2 febbraio

#### Slalom speciale
| Pos. | Atleta              | Nazione |
| ---- | ------------------- | ------- |
| 1    | Dietmar Köhlbichler | Austria |
| 2    | Christian Orlainsky | Austria |
| 3    | Roland Pfeifer      | Austria |

Località: Hollenstein an der Ybbs

Data: 1º febbraio

#### Combinata
| Pos. | Atleta             | Nazione |
| ---- | ------------------ | ------- |
| 1    | Ernst Riedlsperger | Austria |
| 2    | ?                  | ?       |
| 3    | ?                  | ?       |

Località: Göstling an der Ybbs, Hollenstein an der Ybbs, Oberndorf in Tirol

Data: 1º-25 febbraio

Classifica stilata attraverso i piazzamenti ottenuti
in discesa libera, slalom gigante e slalom speciale

### Donne

#### Discesa libera
| Pos. | Atleta            | Nazione |
| ---- | ----------------- | ------- |
| 1    | Christine Zangerl | Austria |
| 2    | Barbara Sadleder  | Austria |
| 3    | Veronika Vitzthum | Austria |

Località: Oberndorf in Tirol

Data: 25 febbraio

#### Supergigante
| Pos. | Atleta             | Nazione |
| ---- | ------------------ | ------- |
| 1    | Christine Zangerl  | Austria |
| 2    | Katrin Gutensohn   | Austria |
| 3    | Ingrid Salvenmoser | Austria |

Località: Eben im Pongau

Data: 12 febbraio

#### Slalom gigante
| Pos. | Atleta             | Nazione |
| ---- | ------------------ | ------- |
| 1    | Ingrid Salvenmoser | Austria |
| 2    | Birgit Wolfram     | Austria |
| 3    | Ingrid Stöckl      | Austria |

Località: Göstling an der Ybbs

Data: 1º febbraio

#### Slalom speciale
| Pos. | Atleta           | Nazione |
| ---- | ---------------- | ------- |
| 1    | Claudia Strobl   | Austria |
| 2    | Anni Kronbichler | Austria |
| 3    | Elfi Eder        | Austria |

Località: Göstling an der Ybbs

Data: 2 febbraio

#### Combinata
| Pos. | Atleta         | Nazione |
| ---- | -------------- | ------- |
| 1    | Karin Köllerer | Austria |
| 2    | ?              | ?       |
| 3    | ?              | ?       |

Località: Göstling an der Ybbs, Oberndorf in Tirol

Data: 1º-25 febbraio

Classifica stilata attraverso i piazzamenti ottenuti
in discesa libera, slalom gigante e slalom speciale